# Rudolf Szanwald
Rudolf "Rudi" Szanwald (Viena, Austria, 6 de julio de 1931 – Ibídem, Austria, 2 de enero de 2013) fue un portero de fútbol austríaco. Con el equipo nacional austriaco fue el portero durante la Copa Mundial de Fútbol de 1958, celebrado en Suiza. con el Wiener Sport-Club y con el club de fútbol del FK Austria Viena, con el que ganó dos campeonatos.

## Biografía
Rudi Szanwald se unió en 1946 con catorce años al Wiener Sport-Club, donde se negó a ser portero en su primer partido en la Bundesliga en la temporada 1951/52. Al final acabó adaptándose al puesto de portero y en la temporada 1954/55 debutó. En la misma temporada fue convocado para la selección de Austria para jugar un partido contra Hungría. Tras debutar en la selección, en los años 1958 y 1959 ganó dos veces con el Wiener Sport-Club el campeonato, y además debutó en la Copa de Campeones de Europa posteriormente, eliminado en ambas ocasiones en los cuartos de final. Su mejor partido realizado en Champions fue contra la Juventus en 1958 donde su equipo ganó 7-0 en el partido de vuelta de la primera ronda. En el mismo año, jugó el mundial de fútbol de Suecia de 1958 con la selección austríaca. Austria quedó en un grupo con Inglaterra, Brasil y la Unión Soviética, aunque acabó quedando en uno de los dos primeros puestos con derecho a promoción, Austria quedó eliminada en cuartos de final.

## Entrenador
Poco después de retirarse como jugador, fue empleado de su exequipo, siendo el co-entrenador del FK Austria de Viena. Ese mismo año, fue expulsado del equipo. A principios de 1976 volvió como entrenador de la primera plantilla del 1. Wiener Neustädter SC. Al final de la temporada acabó dejando el club. Poco después de comenzar la temporada de 1990, se inició como entrenador de porteros en el Austria Viena, permaneciendo en el equipo hasta finales de la temporada de 1993.

## Muerte
El 2 de enero de 2013 Szanwald murió a los 81 años tras una larga enfermedad en su casa de Viena.

## Clubes

### Jugador
| Club              | País    | Año         |
| ----------------- | ------- | ----------- |
| Wiener Sport-Club | Austria | 1946 - 1966 |
| FC Kärnten        | Austria | 1966 – 1967 |
| FK Austria Viena  | Austria | 1967 - 1970 |

### Entrenador
| Club                                      | País    | Año         |
| ----------------------------------------- | ------- | ----------- |
| FK Austria Viena (Segundo entrenador)     | Austria | 1970 - 1971 |
| Kremser SC                                | Austria | 1973 - 1977 |
| 1. Wiener Neustädter SC                   | Austria | 1977 - 1978 |
| Kremser SC                                | Austria | 1981 - 1982 |
| FK Austria Viena (entrenador de porteros) | Austria | 1990 - 1993 |

## Palmarés
- Bundesliga de Austria: 1958, 1959, 1969, 1970.
- Vicecampeón de Austria: 1955, 1960.
- Participación con la selección de Austria en el mundial de 1958: Fase de grupos.
- 12 veces internacional con la selección de fútbol de Austria desde 1955 hasta 1965.